# 下伊敷
下伊敷（しもいしき）は、鹿児島県鹿児島市の町丁。旧薩摩国鹿児島郡鹿児島近在下伊敷村、鹿児島郡伊敷村大字下伊敷。下伊敷一丁目から下伊敷三丁目及び下伊敷町があり、下伊敷一丁目から下伊敷三丁目では住居表示を実施している。郵便番号は下伊敷は890-0005、下伊敷町は890-0004。人口は7,644人、世帯数は3,871世帯（2020年4月1日現在）。

## 地理
鹿児島市北部、甲突川中流域に位置している。甲突川及び支流の山崎川・幸加木川が合流しており、川が浸食したことによって形成された平地である。町域の北方には伊敷、伊敷台、南方には草牟田町、草牟田、西方には玉里団地、若葉町、東方には小野にそれぞれ接している。
西部には南北に国道3号が通り、北部には東西に横断して鹿児島県道208号坂元伊敷線が通っている。主に住宅街であるが、伊敷地域など鹿児島市の北西部の中心街となっており国道3号沿いには商店などの商業施設もある。
明治時代後期から第二次世界大戦終戦まで大日本帝国陸軍の第6師団歩兵第45連隊の連隊本部が置かれていた。連隊の跡地は現在の鹿児島市立玉江小学校から鹿児島県立短期大学付近にあたり、鹿児島県立短期大学の正門は第45連隊の営門として使用されていたものである。

### 自然環境保護地区
下伊敷二丁目の一部にあたる愛宕山に隣接する常緑広葉樹林（23,025平方メートル）の区域が鹿児島市条例に基づく自然環境保護地区に指定されている。

### 河川
- 甲突川
  - 山崎川

## 歴史

### 下伊敷の成立と中世
古くは伊敷として上伊敷（現在の伊敷）と共に一つの村であったが、南北朝時代頃に伊敷村は上下に分割されたとされている。
下伊敷という地名は室町時代より見え、薩摩国鹿児島郡のうちであった。文明5年（1473年）の田代肥前入道清定書状に見えるのが下伊敷という地名の初見であるとされる。

### 近世の下伊敷

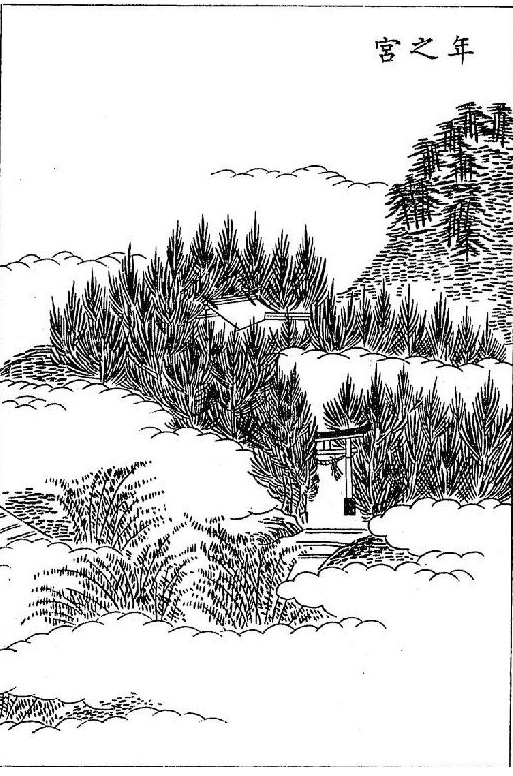
年之宮（現在の伊邇色神社）

江戸時代には薩摩国鹿児島郡鹿児島近在のうちであった。鹿児島近在のうちでは「近名」と区分された。村高は「天保郷帳」では1,222石余、「郡村高辻帳」では1,322石余、「三州御治世要覧」では1,459石余、「旧高旧領取調帳」では1,587石余であった。
下伊敷村にある年之宮（現在の伊邇色神社）について薩摩藩の地誌である三国名勝図会には以下のように記載されている。また、伊敷の地名は伊邇色神に由来するとされるが、「鹿児島市史」は他説がありこの説には従いがたいとしている。

下伊敷村にあり、妙谷寺山の後に丁る、奉祀一坐、傳へて上古より此伊敷村に就て由ある神と稱ず、按ずるに三代實録曰、貞觀二年、三月廿日、庚午、薩摩國正六位上伊爾色神、授従五位下、是當社の神にして、古事記所謂印色入彦命、書紀所謂五十瓊敷入彦命なるべし、其然りとする所以は、則ち當所を伊敷といふもの、盖し此神に縁て出るの名にて、伊爾色の轉なるのみ、固より　垂仁帝の時、池を諸國に鑿り、以て畎澮に灌く、即ち印色命は、帝第二の皇子にて、専らこれを掌り、新墾を勤めて大に功を年穀に著はす、今此地左右皆水田あり、亦當時の開荒に係れる故、命を祭りて之を地名に存じ、其有年の徳澤を以て、年の宮と稱ぜし、推して知るべし、夫れ天下の農事は、古先賢哲、知力を竭し、蒼生を救ふの術にして、今數千百歳の後に至り、世々粒食の賜を受ざるはなし、於戯其諠るべからず、例祭九月廿八日、社司前田幸麿、
—三国名勝図会第三巻
1871年（明治4年）に鹿児島郡鹿児島近在草牟田村が下伊敷村に編入された。

### 町村制施行から鹿児島市編入まで
1889年（明治22年）4月1日に町村制が施行されたのに伴い、鹿児島近在のうち上伊敷村、下伊敷村、小野村、犬迫村、小山田村、皆房村、比志島村の区域より鹿児島郡伊敷村が成立した。下伊敷村は伊敷村の大字「下伊敷」となった。1892年（明治25年）には国道（現・国道3号）が開通し、交通の要所としても発展した。
1898年（明治31年）には大日本帝国陸軍第6師団の歩兵連隊である歩兵第45連隊が熊本から伊敷村大字下伊敷に移転し連隊本部が置かれた。1901年（明治34年）には大日本帝国陸軍の病院が設置された。
1911年（明治44年）9月30日に鹿児島郡伊敷村大字下伊敷の小字宮ノ下、二月田、宇都、丸山、夏蔭ノ宇都、夏蔭、丸山外園、十月田、荒巻、上古川、柳田古川、外戸口、郷田、椎木山、前之谷下、松ヶ平、堤ヶ宇都、前谷上、後ヶ宇都、萬助ヶ宇都、猟師馬場、眞迫、北山迫、下之門、御舟崎、入舟、内屋敷、屋敷添、下川原、柵川原、屋敷内、柳田、大坪、中川原、上川原の区域が鹿児島市に編入され、その区域を以て鹿児島市草牟田町が設置された。
1920年（大正9年）10月1日に鹿児島郡伊敷村大字下伊敷の紙屋谷地区にあたる小字紙屋谷、帆掛田、前田、玉里、後ノ田が鹿児島市に編入された。編入された区域は5年後となる1925年（大正14年）8月に玉里町として設置された。
第二次世界大戦終戦後は、兵舎の一部が外地引揚者の宿所となり、その後生活保護法による宿所提供施設となったが、1963年（昭和38年）に郡元町に移転した。1948年（昭和23年）3月7日には下伊敷666番地に警察法の規定による自治体警察である伊敷村警察の警察署が置かれた。伊敷村警察は1950年（昭和25年）の鹿児島市編入により鹿児島市警察の管轄下となった。

### 鹿児島市編入以降

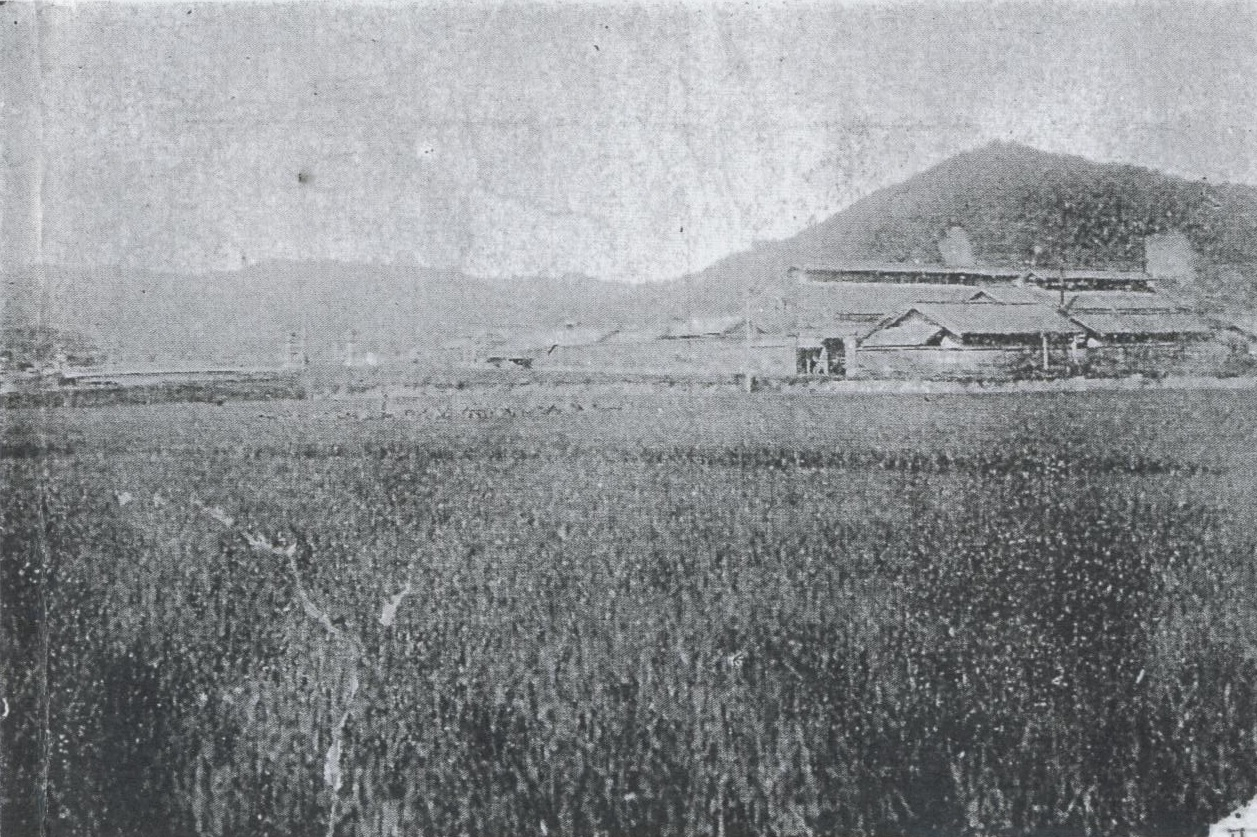
1950年頃の下伊敷付近

1950年（昭和25年）10月1日には、伊敷村が鹿児島郡東桜島村とともに鹿児島市に編入された。これに伴い、同年10月18日に鹿児島県公報に掲載された鹿児島県の告示である「 鹿兒島市の一部大字の變更」により、伊敷村が鹿児島市に編入された10月1日に大字下伊敷の区域を以て新たに鹿児島市の町「下伊敷町」が設置された。
1959年（昭和34年）4月10日には鹿児島市電伊敷線のうち下伊敷電停から伊敷電停までの間が開通した。
1977年（昭和52年）1月20日に下伊敷町の一部が坂元町に編入された。翌年1978年（昭和53年）6月19日には、玉里町、下伊敷町、坂元町の各一部にあたる玉里団地地区（玉里団地・若葉台団地）において住居表示を実施することとなり町域の再編が行われた。下伊敷町・玉里町の各一部より玉里団地一丁目、下伊敷町・坂元町の各一部より玉里団地二丁目、下伊敷町の一部より玉里団地三丁目が新たに設置され、下伊敷町の一部より分割され若葉町が新たに設置された。
1984年（昭和59年）1月30日に上之原団地、冷水団地において住居表示が実施されることとなった。それに伴い、町の区域の再編が実施されることとなり坂元町、冷水町及び下伊敷町の各一部より分割され西坂元町が設置された。
1995年（平成7年）2月13日には下伊敷地区において住居表示が実施されることとなり、下伊敷町の一部より「下伊敷一丁目」、「下伊敷二丁目」、「下伊敷三丁目」が設置された。また下伊敷一丁目から下伊敷三丁目までの区域で住居表示が実施された。同年10月5日には下伊敷町の一部が伊敷町に編入された。
2002年（平成14年）11月18日に伊敷ニュータウン地区において住居表示が実施されることとなったのに伴い、伊敷町及び下伊敷町の一部より分割され、伊敷台一丁目、伊敷台二丁目、伊敷台三丁目、伊敷台四丁目、伊敷台五丁目、伊敷台六丁目が設置された。2005年（平成17年）2月7日には明ヶ窪地区において住居表示が実施されることとなったのに伴い、下田町及び下伊敷町の一部より伊敷台七丁目が設置された。

### 町・字域の変遷
| 変更後                   | 変更年             | 変更前                   |
| ------------------------ | ------------------ | ------------------------ |
| 鹿児島市草牟田町（新設） | 1911年（明治44年） | 伊敷村大字下伊敷（一部） |
| 鹿児島市紙屋谷地区       | 1920年（大正9年）  | 伊敷村大字下伊敷（一部） |
| 坂元町（編入）           | 1977年（昭和52年） | 下伊敷町（一部）         |
| 玉里団地一丁目（新設）   | 1978年（昭和53年） | 下伊敷町（一部）         |
| 玉里団地一丁目（新設）   | 1978年（昭和53年） | 玉里町（一部）           |
| 玉里団地二丁目（新設）   | 1978年（昭和53年） | 下伊敷町（一部）         |
| 玉里団地二丁目（新設）   | 1978年（昭和53年） | 坂元町（一部）           |
| 玉里団地三丁目（新設）   | 1978年（昭和53年） | 下伊敷町（一部）         |
| 若葉町（新設）           | 1978年（昭和53年） | 下伊敷町（一部）         |
| 西坂元町（新設）         | 1984年（昭和59年） | 坂元町（一部）           |
| 西坂元町（新設）         | 1984年（昭和59年） | 冷水町（一部）           |
| 西坂元町（新設）         | 1984年（昭和59年） | 下伊敷町（一部）         |
| 下伊敷一丁目（新設）     | 1995年（平成7年）  | 下伊敷町（一部）         |
| 下伊敷二丁目（新設）     | 1995年（平成7年）  | 下伊敷町（一部）         |
| 下伊敷三丁目（新設）     | 1995年（平成7年）  | 下伊敷町（一部）         |
| 伊敷町（編入）           | 1995年（平成7年）  | 下伊敷町（一部）         |
| 伊敷台一丁目（新設）     | 2002年（平成14年） | 伊敷町（一部）           |
| 伊敷台一丁目（新設）     | 2002年（平成14年） | 下伊敷町（一部）         |
| 伊敷台二丁目（新設）     | 2002年（平成14年） | 伊敷町（一部）           |
| 伊敷台二丁目（新設）     | 2002年（平成14年） | 下伊敷町（一部）         |
| 伊敷台三丁目（新設）     | 2002年（平成14年） | 伊敷町（一部）           |
| 伊敷台三丁目（新設）     | 2002年（平成14年） | 下伊敷町（一部）         |
| 伊敷台四丁目（新設）     | 2002年（平成14年） | 伊敷町（一部）           |
| 伊敷台四丁目（新設）     | 2002年（平成14年） | 下伊敷町（一部）         |
| 伊敷台五丁目（新設）     | 2002年（平成14年） | 伊敷町（一部）           |
| 伊敷台五丁目（新設）     | 2002年（平成14年） | 下伊敷町（一部）         |
| 伊敷台六丁目（新設）     | 2002年（平成14年） | 伊敷町（一部）           |
| 伊敷台六丁目（新設）     | 2002年（平成14年） | 下伊敷町（一部）         |
| 伊敷台七丁目（新設）     | 2005年（平成17年） | 下田町（一部）           |
| 伊敷台七丁目（新設）     | 2005年（平成17年） | 下伊敷町（一部）         |

## 人口

### 町丁別
|              | 世帯数 | 人口  |
| ------------ | ------ | ----- |
| 下伊敷一丁目 | 1,457  | 2,800 |
| 下伊敷二丁目 | 962    | 1,859 |
| 下伊敷三丁目 | 1,414  | 2,920 |
| 下伊敷町     | 38     | 65    |

### 国勢調査
以下の表は国勢調査による小地域集計が開始された1995年以降の人口の推移である。
| 年                 | 人口  |
| ------------------ | ----- |
| 1995年（平成7年）  | 9,689 |
| 2000年（平成12年） | 9,068 |
| 2005年（平成17年） | 8,658 |
| 2010年（平成22年） | 8,586 |
| 2015年（平成27年） | 8,177 |

## 施設

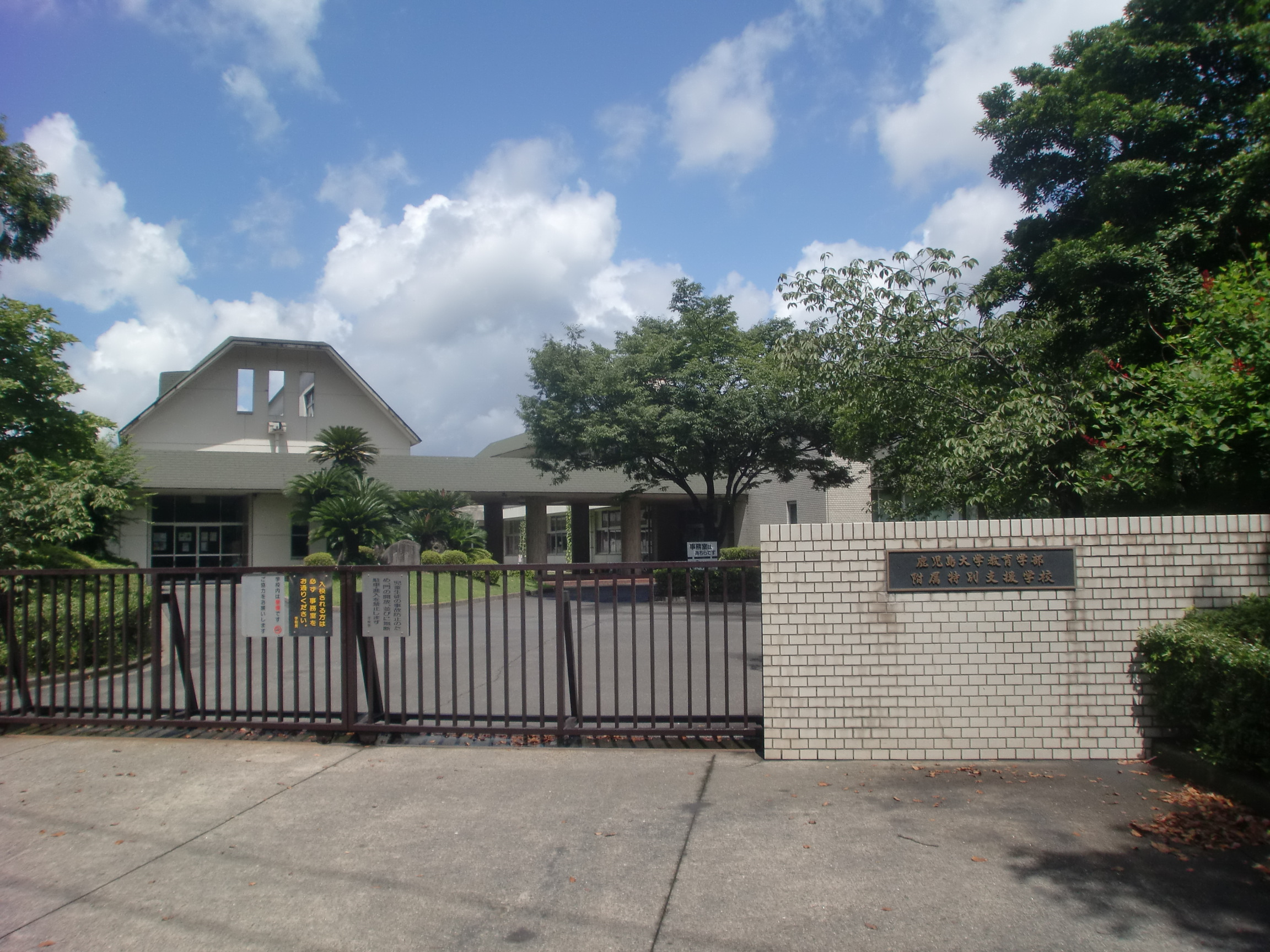
鹿児島大学教育学部附属特別支援学校

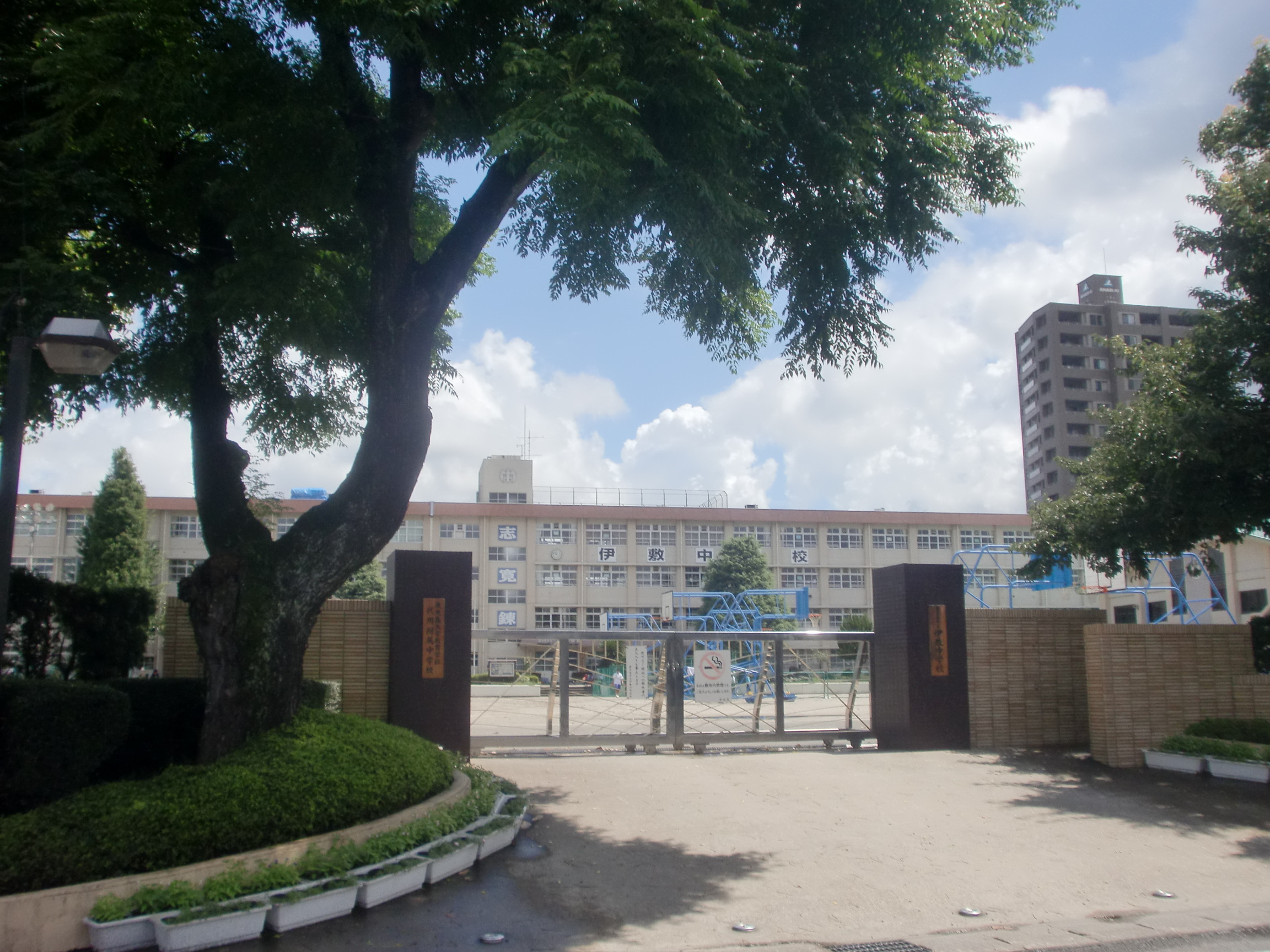
鹿児島市立伊敷中学校

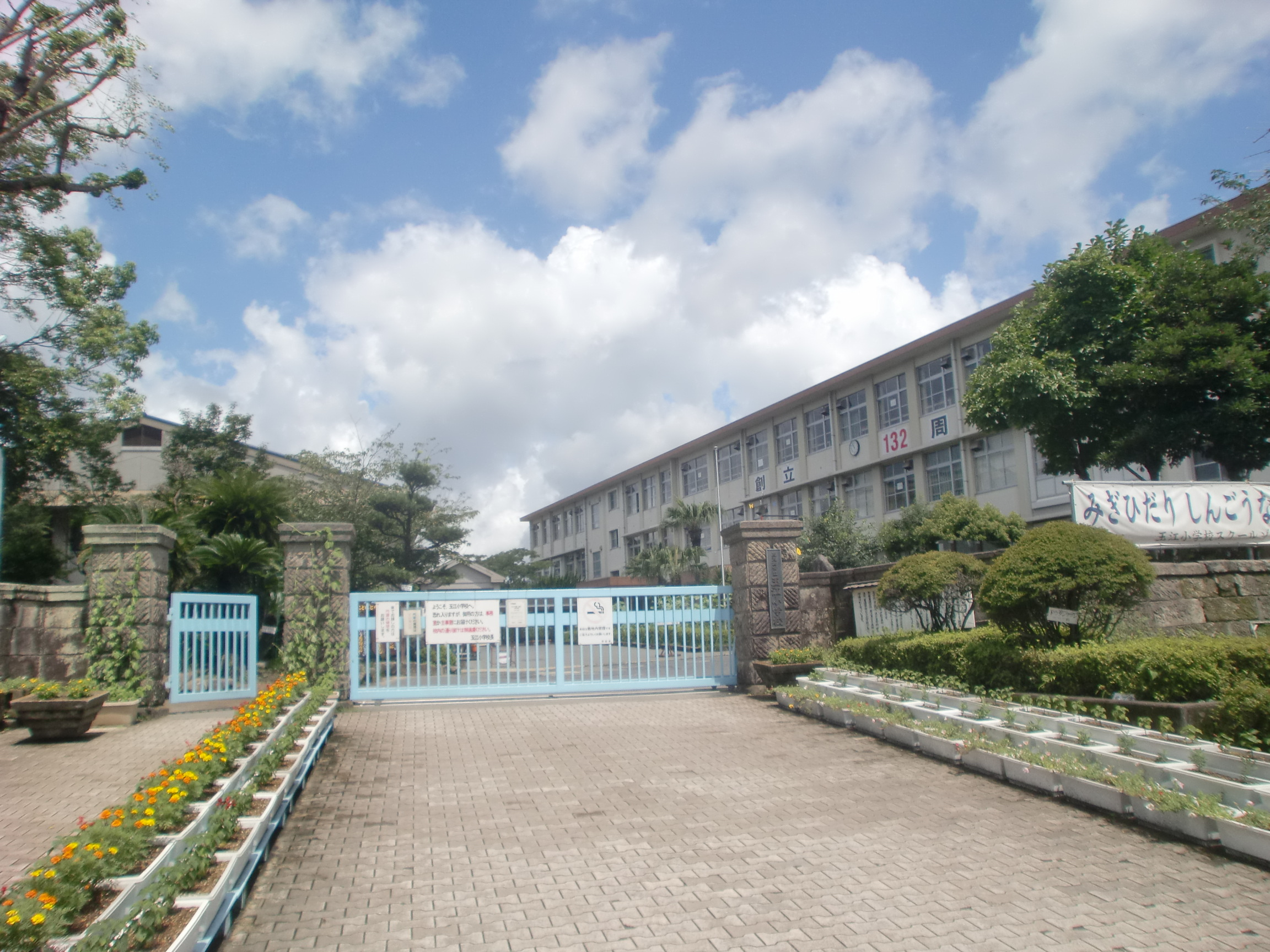
鹿児島市立玉江小学校

### 公共
- 国土交通省九州地方整備局鹿児島国道事務所鹿児島維持出張所[55]
- 高齢者福祉センター伊敷[56]

### 教育
- 鹿児島県立短期大学[57]
- 国立病院機構鹿児島医療センター附属鹿児島看護学校[58]
- 鹿児島大学教育学部附属特別支援学校[59]
- 鹿児島県立鹿児島聾学校[60]
- 鹿児島市立伊敷中学校[61]
- 鹿児島市立玉江小学校[62]
- いにしき幼稚園[63]

### 郵便局
- 鹿児島下伊敷郵便局[64]
- 鹿児島日当平郵便局[65]

### 寺社
- 伊邇色神社（旧社格：県社[9]）[66]

### その他
- 玉里自動車学校

## 教育

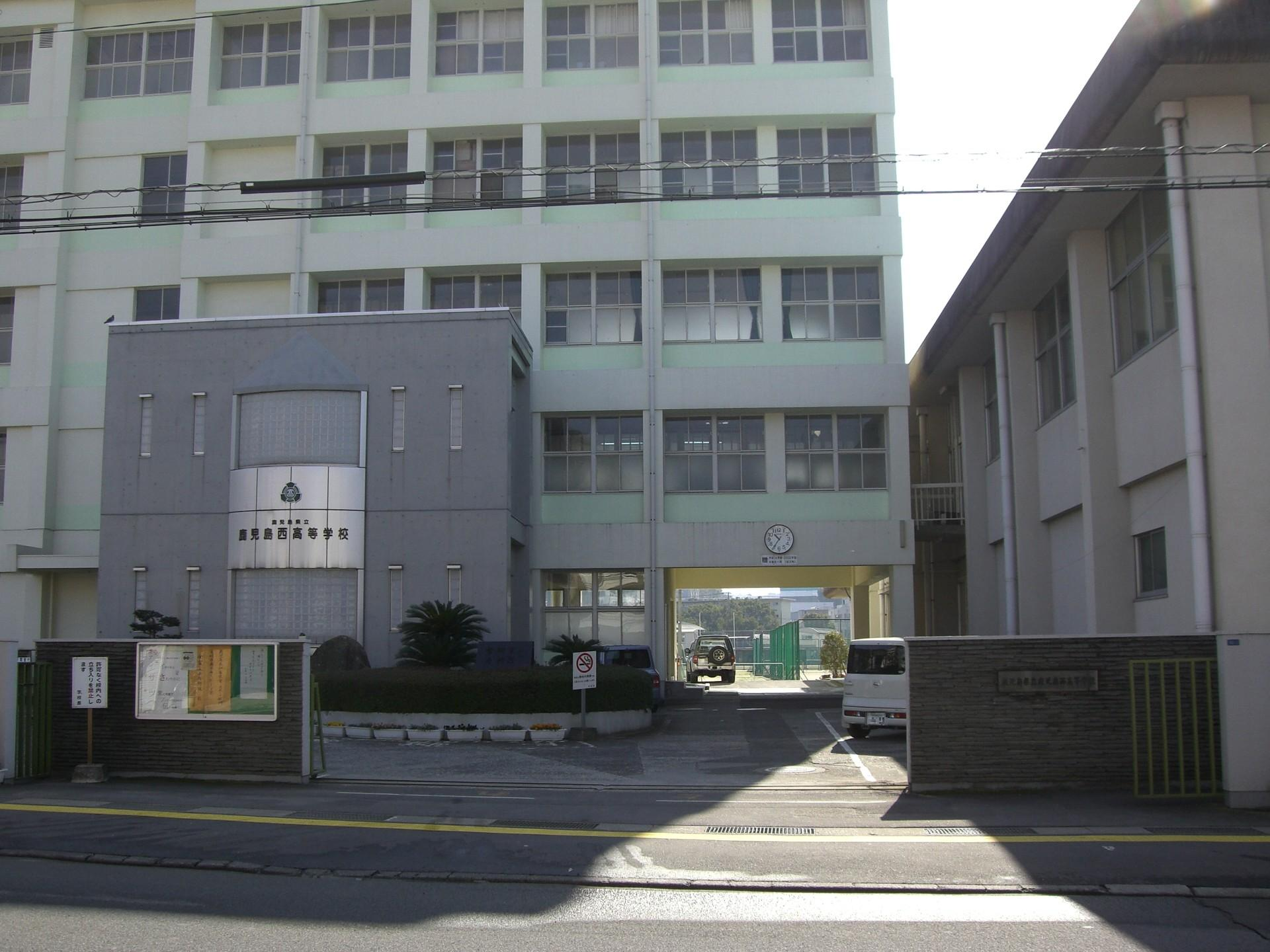
鹿児島県立鹿児島西高等学校（2011年度閉校）

下伊敷には教育施設が多数所在しており、町域の南端部には鹿児島市立伊敷中学校、隣接して鹿児島大学教育学部附属特別支援学校、鹿児島市立玉江小学校、鹿児島県立短期大学、鹿児島県立鹿児島聾学校がある。
2000年（平成12年）には下伊敷に鹿児島県立開陽高等学校が設置されたが、2003年（平成15年）に上福元町（現在の西谷山一丁目）に移転した。2011年（平成23年）までは鹿児島県立盲学校が所在していたが老朽化に伴い上福元町（現在の西谷山一丁目）に移転した。また2011年（平成23年）3月には鹿児島県立鹿児島西高等学校と郡山町の鹿児島県立甲陵高等学校が新設統合し甲陵高等学校跡地に鹿児島県立明桜館高等学校が開校した。

### 小・中学校の学区
市立小・中学校に通う場合、学区（校区）は以下の通りとなる。
| 町丁         | 番・番地                              | 小学校                 | 中学校                 |
| ------------ | ------------------------------------- | ---------------------- | ---------------------- |
| 下伊敷一丁目 | 全域                                  | 鹿児島市立玉江小学校   | 鹿児島市立伊敷中学校   |
| 下伊敷二丁目 | 31 - 34                               | 鹿児島市立坂元小学校   | 鹿児島市立坂元中学校   |
| 下伊敷二丁目 | その他                                | 鹿児島市立玉江小学校   | 鹿児島市立伊敷中学校   |
| 下伊敷三丁目 | 下記以外                              | 鹿児島市立玉江小学校   | 鹿児島市立伊敷中学校   |
| 下伊敷三丁目 | 70、72、76 - 89の全部と69、71の各一部 | 鹿児島市立伊敷台小学校 | 鹿児島市立伊敷台中学校 |
| 下伊敷町     | 明ヶ窪                                | 鹿児島市立坂元小学校   | 鹿児島市立坂元中学校   |
| 下伊敷町     | 1532番地                              | 鹿児島市立伊敷小学校   | 鹿児島市立伊敷台中学校 |
| 下伊敷町     | 上記以外                              | 鹿児島市立伊敷台小学校 | 鹿児島市立伊敷台中学校 |

## 交通

### 道路
一般国道
- 国道3号

一般県道
- 鹿児島県道206号徳重横井鹿児島線
- 鹿児島県道208号坂元伊敷線

### バス

#### 高速路線バス
- 九州産交バス：きりしま号
- 南国交通・鹿児島交通：桜島号
- 南九州観光バス：南九号

#### 一般路線バス
- 南国交通
- 鹿児島市交通局
- 鹿児島交通
- JR九州バス

### 鉄道
- 鹿児島市電伊敷線（廃止路線）
下伊敷には、玉江小学校前電停・下伊敷電停が設置されていた。1985年（昭和60年）9月30日に伊敷線の全線が廃止されたのに伴い廃止された[70]。